# Иван, Михал
Иван Михал (словац. Michal Ivan; род. 18 ноября 1999, Жьяр-над-Гроном, Банска-Бистрицкий край) — словацкий профессиональный хоккеист, защитник клуба Чешской лиги «Били Тигржи». Игрок сборной Словакии по хоккею с шайбой. Чемпион Словакии по хоккею с шайбой 2021 года.

## Клубная карьера
Михал Иван начал свою карьеру в младшем дивизионе за ХКМ «Зволен». В сезоне 2015/16 года Михал дебютировал в Экстралиге. Уже в 17 лет он регулярно играл в Зволене. На драфте импорта Канадской хоккейной лиги 2017 года он был выбран Акадия-Батерст Титан из канадской юниорской лиги и перебрался в Канаду. С этим клубом выиграл президентский кубок. В январе 2019 года он перешел в команду этой же лиги Драммондвилл Вольтижерс, в которой завершил свой второй сезон в Канаде.
Проведя два года в Квебеке, Иван вернулся в Европу в 2019 году, сначала отыграв год в ХК Пардубице в чешской экстралиге. Затем последовал сезон в его родном клубе Зволене, с которым он стал чемпионом Словакии в 2021 году.
В 2021 году он вновь переехал играть в Чехию, где до настоящего времени выступает за Били Тигржи из Либерца.

## Карьера в сборной
За национальную сборную Словакии Иван выступал на юниорском уровне. Принимал участие в чемпионатах мира среди юношей до 18 лет в 2016 и 2017 годах, а также на чемпионатах мира среди молодёжи в 2018 и 2019 годах.
В составе мужской сборной Словакии играл на чемпионатах мира 2021, 2022, 2023 и 2024 годов.